# Верхний Зуб
Верхний Зуб (шор. Амзас-Таскыл, хак. Тигір тізі — небесный зуб) — гора на границе Хакасии и Кемеровской области, являющаяся самой высокой точкой Кемеровской области. Высота — 2178,0 м над уровнем моря. К северо-востоку в 10 км гора Старая крепость, высшая точка Кузнецкого Алатау.
На склонах — темнохвойная тайга. На расчленённых склонах с высотой 1300 м и более — горная тундра, переходящая в нивальную зону. На вершине накапливаются снежники. У подножья многочисленные каровые озёра.